# فرودگاه منطقه‌ای روستن
فرودگاه منطقه‌ای روستن (به انگلیسی: Ruston Regional Airport) یک فرودگاه همگانی بهره‌برداری هوایی با کد یاتا RSN است که یک باند فرود آسفالت دارد و طول باند آن ۱۵۲۴ متر است. این فرودگاه در کشور ایالات متحده آمریکا قرار دارد و در ارتفاع ۹۵ متری از سطح دریا واقع شده است.